# Aleksandr Kolobnev

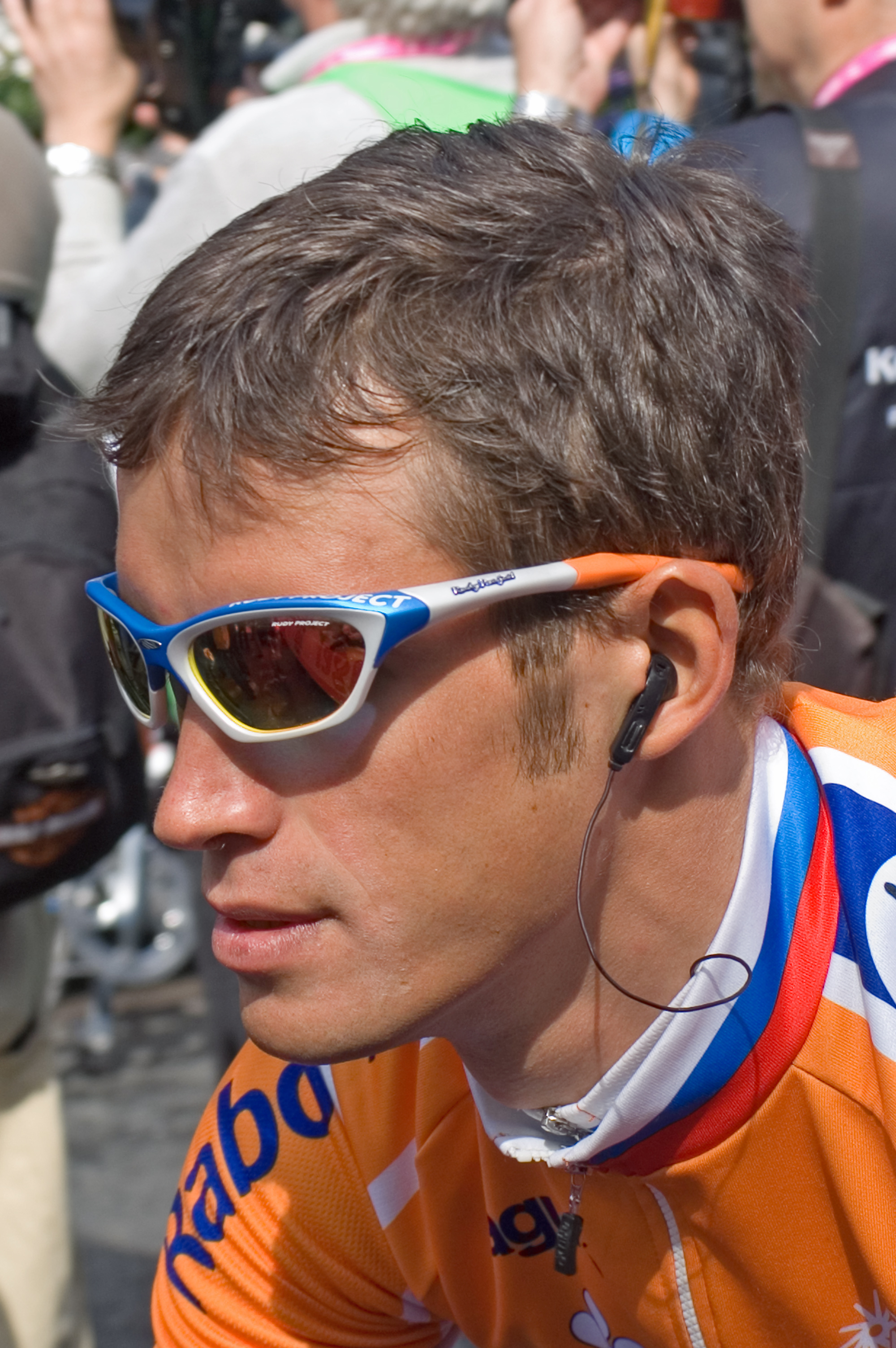
Aleksandr Kolobnev under 2006 års Rund um den Henninger Turm.

Aleksandr Vasiljevitj Kolobnev (ryska: Александр Васильевич Колобнев), född 4 maj 1981 i Vyksa, Ryska SSR, Sovjetunionen, är en rysk professionell tävlingscyklist. Han bor för närvarande[när?] i Denia, Spanien, med sin fru.

## Karriär
Kolobnev blev professionell 2002 med det italienska stallet Acqua & Sapone. Året därpå fortsatte han karriären med Domina Vacanze med vilka han tog sin första seger när han vann den andra etappen på Settimana Internazionale Coppi e Bartali. Kolobnev stannade med Domina Vacanze fram till säsongen 2005 när UCI ProTour-stallet Rabobank skrev kontrakt med honom. Med det nederländska stallet vann han den första etappen på Volta a la Comunitat Valenciana 2006. 
Kolobnev fick kontrakt med det danska UCI ProTour-stallet Team CSC 2007 och med dem vann han den tredje etappen på Paris-Nice samma år. Han vann också Monte Paschi Eroica före lagkamraten Marcus Ljungqvist.
2007 tog Kolobnev silvermedaljen på världsmästerskapens linjelopp efter italienaren Paolo Bettini i Stuttgart.
I slutet av juli 2008 slutade Kolobnev trea på Tour de la Région Wallonnes tredje etapp efter Paolo Bettini och Greg Van Avermaet. Dagarna därpå slutade han tvåa i Clásica de San Sebastián efter spanjoren Alejandro Valverde. Kolobnev deltog i linjeloppet under de Olympiska sommarspelen 2008 och slutade fyra efter Samuel Sanchez, Davide Rebellin och Fabian Cancellara. I november 2009 blev Davide Rebellin diskvalificerad från sin silverplats då det fanns spår av CERA i hans blod och urin från de Olympiska sommarspelen 2008. Kolobnev fick därför bronsmedaljen från tävlingen då han och Cancellara fick sina resultat uppvärderade.
Kolobnev slutade tvåa på GP Miguel Indurain i april 2009 bakom David de la Fuente. I juli slutade han trea i Tour de Wallonies slutställning bakom Julien El Fares och Pavel Brutt. Han slutade även på andra plats på Tour of Irelands första etapp bakom britten Russell Downing. Kolobnev slutade tävlingen på fjärde plats bakom Downing, Lars Petter Nordhaug och Matti Breschel. I slutet av september 2009 tog Kolobnev silver på världsmästerskapens linjelopp i Mendrisio, Schweiz, bakom Cadel Evans. Kolobnev slutade även på tredje plats under 2009 års upplaga av Lombardiet runt bakom Philippe Gilbert och Samuel Sanchez.

## Meriter
2003
1:a, etapp 2, Settimana Internazionale Coppi e Bartali
2004
 Nationsmästerskapens linjelopp
1:a, Ungdomstävlingen, Settimana internazionale di Coppi e Bartali
10:a, Olympiska sommarspelen 2004
2005
7:a, världsmästerskapen
2006
1:a, etapp 1, Volta a la Comunitat Valenciana
2007
1:a, Monte Paschi Eroica
1:a, etapp 3, Paris-Nice
2:a,  Världsmästerskapens linjelopp
2008
2:a, Clásica de San Sebastián
3:a, etapp 2, Tour de la Région Wallonne
3:a,  Olympiska sommarspelens linjelopp
2009
2:a, GP Miguel Indurain
2:a, etapp 1, Tour of Ireland
2:a,  Världsmästerskapens linjelopp
3:a, Tour de Wallonie
3:a, Lombardiet runt
2010
 Nationsmästerskapens linjelopp
2:a, Liège–Bastogne–Liège
3:a, GP Miguel Indurain
2011
2:a, GP Miguel Indurain
2012
3:a, Grand Prix Cycliste de Montréal

## Stall
- Acqua & Sapone 2002
- Domina Vacanze 2003–2004
- Rabobank 2005–2006
- Team CSC 2007–2008
- Team Saxo Bank 2009
- Team Katusha 2010–